# Cerkiew Świętych Apostołów Piotra i Pawła w Witebsku
Cerkiew Świętych Apostołów Piotra i Pawła (biał. Царква Святых апосталаў Пятра й Паўла у Віцебску) – nieistniejąca cerkiew prawosławna w Witebsku, na Zadźwiniu, w rejonie obecnej ulicy Październikowej.  

## Historia
Murowana cerkiew została zbudowana w 1780 r. na miejscu poprzedniej drewnianej cerkwi, niedaleko od której znajdowały się dwie murowane filialne cerkwie: Sretenska (Срэценская) i Michałowska (na brzegu Zachodniej Dźwiny, w ich miejscu zbudowano sklepy).  W 1799 roku do nowej murowanej cerkwi przeniesieni zostali mnisi bazyliańskiego klasztoru. W 1839 roku cerkiew była jedną z największych świątyń parafialnych w mieście. Na początku XX wieku nad drzwiami budynku znajdował się napis informujący o zbudowaniu cerkwi w 1780 r. z błogosławieństwem unickiego arcybiskupa H. Lisowskiego, na miejscu dawnej cerkwi Świętych Piotra i Pawła. Budynek ucierpiał podczas II wojny światowej, w 1944 r.

## Architektura

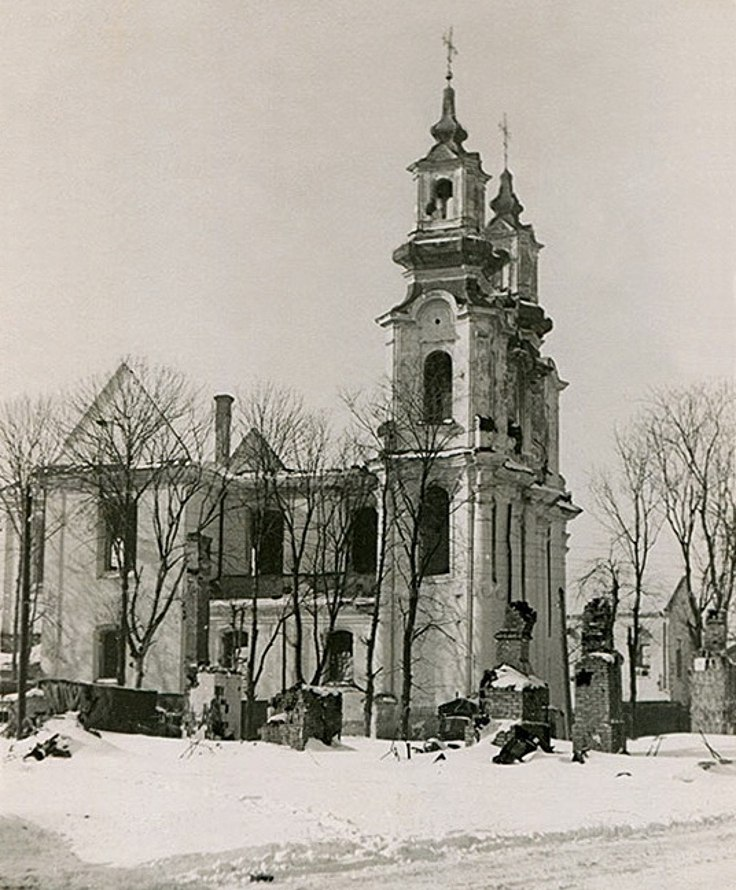
Cerkiew w 1941

Wnętrze pokryte było malowidłami z XVIII w.